# Black Thumb
Black Thumb är ett berg i Antarktis. Det ligger i Västantarktis. Argentina, Chile och Storbritannien gör anspråk på området. Toppen på Black Thumb är 1 190 meter över havet, eller 937 meter över den omgivande terrängen. Bredden vid basen är 2,3 km.
Terrängen runt Black Thumb är varierad. Havet är nära Black Thumb västerut. Trakten är obefolkad. Det finns inga samhällen i närheten.